# Canthidium calidum
Canthidium calidum là một loài bọ cánh cứng trong họ Bọ hung (Scarabaeidae).